# Atleter (film)
Atleter (originaltitel Athleten) er en tysk stumfilm fra 1925 instrueret af Frederic Zelnik.

## Medvirkende
- Asta Nielsen som Wanda Hoheneck
- Gregori Chmara som Dr. Kürer
- Arnold Korff som Fürst Erasmus von Hoheneck
- Hans Sternberg
- Theodor Becker som Tom King
- Emmy Sturm som Kari Tass
- Lydia Potechina som Natalie Stumper